# Rasbora
Rasbora is een geslacht van straalvinnige vissen uit de familie van karpers (Cyprinidae). Het omvat ongeveer 85 erkende soorten.
De meeste soorten zijn klein (tot 10 cm lang). Ze komen voor in Zuid- en Zuidoost-Azië. Sommige worden geregeld als aquariumvis gehouden.

## Soorten
- Rasbora amplistriga Kottelat, 2000
- Rasbora aprotaenia Hubbs & Brittan, 1954
- Rasbora api Lumbantobing, 2010
- Rasbora argyrotaenia (Bleeker, 1849)
- Rasbora armitagei Silva, Maduwage & Pethiyagoda, 2010
- Rasbora atridorsalis Kottelat & Chu, 1987
- Rasbora atranus Kottelat & Tan, 2011
- Rasbora aurotaenia Tirant, 1885
- Rasbora bankanensis (Bleeker, 1853)
- Rasbora baliensis Hubbs & Brittan, 1954
- Rasbora beauforti Hardenberg, 1937
- Rasbora borapetensis Smith, 1934
- Rasbora borneensis Bleeker, 1860
- Rasbora bunguranensis Brittan, 1951
- Rasbora caverii (Jerdon, 1849)
- Rasbora cephalotaenia (Bleeker, 1852)
- Rasbora caudimaculata Volz, 1903
- Rasbora chrysotaenia Ahl, 1937
- Rasbora daniconius (Hamilton, 1822)
- Rasbora dies Kottelat, 2008
- Rasbora dorsinotata Kottelat, 1987
- Rasbora dusonensis (Bleeker, 1850)
- Rasbora einthovenii (Bleeker, 1851)
- Rasbora elegans Volz, 1903
- Rasbora ennealepis Roberts, 1989
- Rasbora everetti Boulenger, 1895
- Rasbora gerlachi Ahl, 1928
- Rasbora hubbsi Brittan, 1954
- Rasbora hosii Boulenger, 1895
- Rasbora hobelmani Kottelat, 1984
- Rasbora johannae Siebert & Guiry, 1996
- Rasbora jacobsoni Weber & de Beaufort, 1916
- Rasbora kalochroma (Bleeker, 1851)
- Rasbora kobonensis Chaudhuri, 1913
- Rasbora kottelati Lim, 1995
- Rasbora kalbarensis Kottelat, 1991
- Rasbora kluetensis Lumbantobing, 2010
- Rasbora labiosa Mukerji, 1935
- Rasbora lateristriata (Bleeker, 1854)
- Rasbora leptosoma Bleeker, 1855)
- Rasbora laticlavia Siebert & Richardson, 1997
- Rasbora lacrimula Hadiaty & Kottelat, 2009
- Rasbora meinkeni de Beaufort, 1931
- Rasbora macrophthalma Meinken, 1951
- Rasbora notura Kottelat, 2005
- Rasbora nematotaenia Hubbs & Brittan, 1954
- Rasbora nodulosa Lumbantobing, 2010
- Rasbora ornata Vishwanath & Laisram, 2005
- Rasbora philippina Günther, 1880
- Rasbora paviana Tirant, 1885
- Rasbora paucisqualis Ahl, 1935
- Rasbora patrickyapi Tan, 2009
- Rasbora rasbora (Hamilton, 1822)
- Rasbora reticulata Weber & de Beaufort, 1915
- Rasbora rheophila Kottelat, 2012
- Rasbora rutteni Weber & de Beaufort, 1916
- Rasbora rubrodorsalis Donoso-Büchner & Schmidt, 1997
- Rasbora sarawakensis Brittan, 1951
- Rasbora semilineata Weber & de Beaufort, 1916
- Rasbora septentrionalis Kottelat, 2000
- Rasbora spilotaenia Hubbs & Brittan, 1954
- Rasbora steineri Nichols & Pope, 1927
- Rasbora sumatrana (Bleeker, 1852)
- Rasbora subtilis Roberts, 1989
- Rasbora taytayensis Herre, 1924
- Rasbora naggsi Silva, Maduwage & Pethiyagoda, 2010
- Rasbora tawarensis Weber & de Beaufort, 1916
- Rasbora tornieri Ahl, 1922
- Rasbora tobana Ahl, 1934
- Rasbora trilineata Steindachner, 1870
- Rasbora trifasciata Popta, 1905
- Rasbora truncata Lumbantobing, 2010
- Rasbora tubbi Brittan, 1954
- Rasbora tuberculata Kottelat, 1995
- Rasbora volzii Popta, 1905
- Rasbora vulcanus Tan, 1999
- Rasbora vulgaris Duncker, 1904
- Rasbora wilpita Kottelat & Pethiyagoda, 1991